# Sarcochilus rarus
Sarcochilus rarus är en orkidéart som beskrevs av Rudolf Schlechter. Sarcochilus rarus ingår i släktet Sarcochilus och familjen orkidéer. Inga underarter finns listade i Catalogue of Life.